# Leyte (province)
Leyte est une province des Philippines appartenant à la région des Visayas orientales. Elle occupe tout le nord de l'île de Leyte, dont la partie sud constitue la province de Leyte du Sud.

## Villes et municipalités

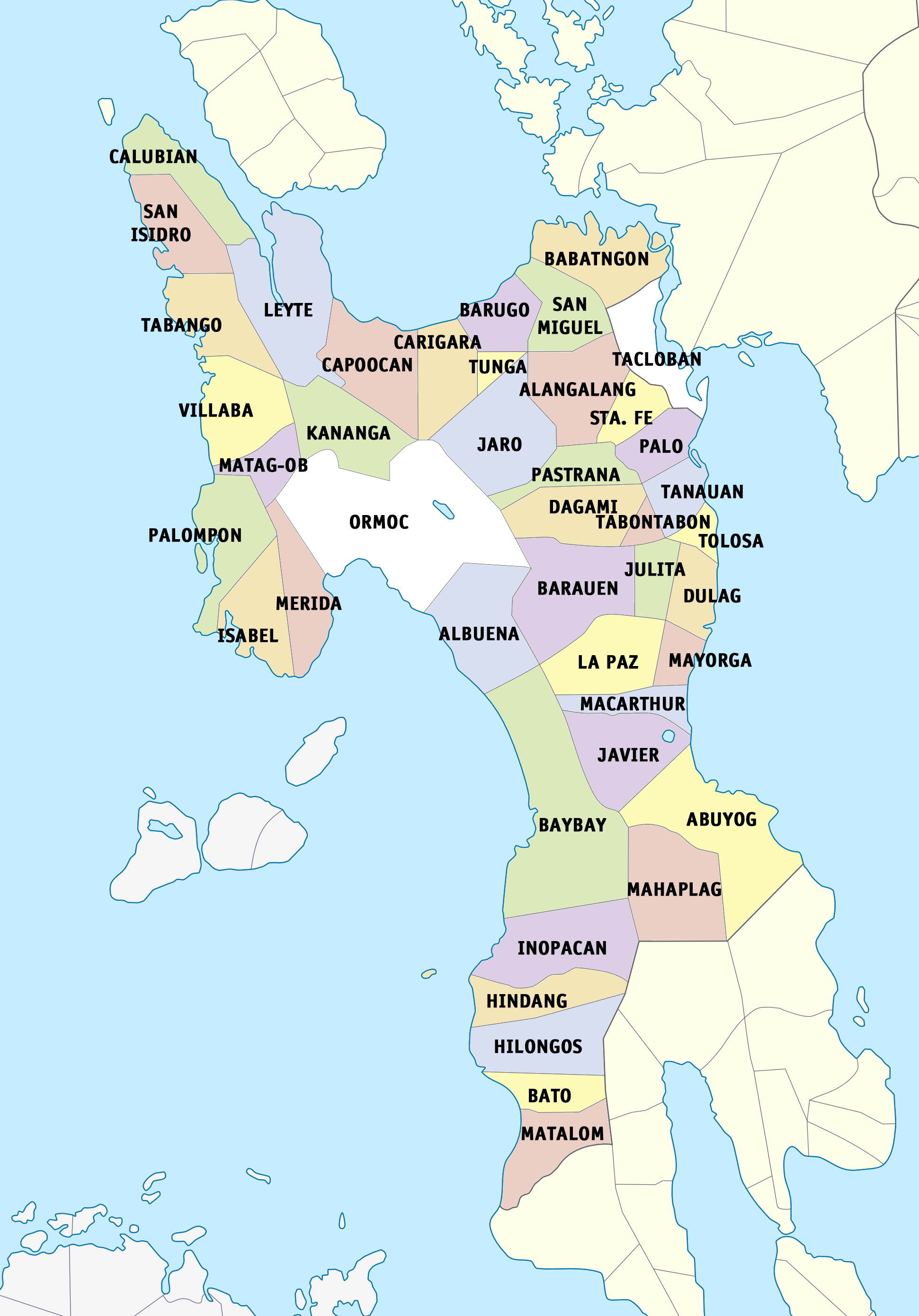
Carte des municipalités et villes de la province de Leyte

Municipalités
| - Abuyog - Alangalang - Albuera - Babatngon - Barugo - Bato - Burauen - Calubian - Capoocan - Carigara - Dagami - Dulag - Hilongos - Hindang - Inopacan - Isabel - Jaro - Javier - Julita - Kananga | - La Paz - Leyte - MacArthur - Mahaplag - Matag-ob - Matalom - Mayorga - Mérida - Palo - Palompon - Pastrana - San Isidro - San Miguel - Santa Fe - Tabango - Tabontabon - Tanauan - Tolosa - Tunga - Villaba |

Villes
- Baybay
- Ormoc
- Tacloban